# Умба
Умба (рус. Умба) насељено је место са административним статусом варошице (рус. посёлок городского типа) на крајњем северозападу европског дела Руске Федерације. Варошица се налази на крајњем југу Мурманске области и административно припада њеном Терском рејону чији је уједно и административни центар.
Према проценама националне статистичке службе Русије за 2016. у варошици је живело 4.772 становника.

## Географија
Варошица Умба налази се на јужној Кандалакшкој обали Кољског полуострва, на обали Кандалакшког залива Белог мора, на ушћу истоимене реке Умбе. Налази се на надморској висини од 5 метара. Неколико километара источно од вароши налази се полуострво Туриј чији јужни део се, као заштићено подручје, налази у границама Кандалакшког резервата биосфере.
Варошица се налази на око 110 километара југоисточно од града Кандалакше, односно на око 260 километара југоисточно од административног центра области Мурманска.

## Историја
У писаним изворима село Умба први пут се помиње у летопису из 1466. године као насељено место које су основали Помори, и једно је од најстаријих насеља на подручју Кољског полуострва. Заједно са селом Варзугом прво је насељено место на полуострву које се појављује у неком од званичних докумената. Село је дуго времена било феуд Соловецког манастира. Године 1765. у селу је подигнута црква посвећена Васкрсењу Христовом.
На супротној обали залива недалеко од првобитног села 1898. године основана је пилана, а уз њу је никло радничко насеље које је с временом прерасло у Нову Умбу (првобитно је насеље носило име Лесно). У Новој Умби је нешто касније саграђена и потпуно нова лука.
Стари део вароши који се налази на десној обали реке Умбе данас је популарно туристичко одредиште.

## Демографија
Према подацима са пописа становништва 2010. у вароши је живело 5.532 становника, док је према проценама националне статистичке службе за 2016. варошица имала 4.772 становника.
| 1939. | 1959. | 1970. | 1979. | 1989. | 2002. | 2010. | 2016. |
| ----- | ----- | ----- | ----- | ----- | ----- | ----- | ----- |
| 5.196 | 8.950 | 7.268 | 7.699 | 8.309 | 6.497 | 5.532 | 4.772 |

## Међународна сарадња
Варошица Умба има потисане уговоре о сарадњи са следећим градовима:
- Арјеплог (Шведска)
- Колари (Финска)